# 11B-X-1371
11B-X-1371 este un videoclip viral⁠(d) din 2015 trimis pe GadgetZZ.com, un blog suedez de tehnologie care l-a publicat online. Segmentul alb-negru are două minute; titlul său provine din textul simplu al unui șir de caractere de bază 64 scris pe DVD-uri. 11B-X-1371 prezintă o persoană care poartă ceea ce pare a fi un costum de medic din perioada ciumei, plimbându-se și stând într-o clădire abandonată, dărăpănată, cu o pădure vizibilă în spatele ei. Însoțit de o coloană sonoră cu zgomot puternic și discordant, personajul mascat ridică o mână cu o lumină care clipește neregulat în palmă. Filmul nu a avut generic sau drepturi de autor.
Mesaje, multe în cifruri și sisteme de criptare folosite în mod obișnuit, au fost descoperite ascunse în videoclip și în spectrograma sa de sunet, precum și în imagini cu oameni torturați și mutilați. Cele mai multe dintre mesaje au fost decodificate de participanții la o discuție pe Reddit în curs de desfășurare, iar imaginile au provenit din investigații notabile de crimă, cum ar fi Cazul sugrumatorului din Boston. Ele au fost interpretate ca implicând o amenințare de bioterorism împotriva Statelor Unite ale Americii, deși s-a speculat, de asemenea, că videoclipul este de fapt o farsă, o cascadorie de marketing viral pentru un film sau un joc video viitor sau un film studențesc.
După ce a ieșit la iveală prima dată în octombrie 2015, s-a descoperit că a fost postat pe YouTube cu câteva luni mai devreme, împreună cu un mesaj la fel de amenințător în cod binar. Afișul acestui videoclip, cunoscut sub numele de AETBX, a sugerat jurnaliștilor interesați că GadgetZZ nu spune adevărul despre cum a ajuns să dețină videoclipul. Anchetatorii de pe internet au reușit să stabilească că a fost filmat în fostul Sanatoriu Zofiówka de lângă Otwock, Polonia, undeva între noiembrie 2013 și lansarea videoclipului.
La trei luni după controversa inițială, un individ pe nume Parker Warner Wright a susținut că el a creat videoclipul. El a spus pe The Daily Dot⁠(d) că a fost creat ca un proiect artistic și a lansat o continuare, „11B-3-1369”. Ca o modalitate de a-și dovedi identitatea, el a provocat telespectatorii să creeze o copie exactă a măștii sale de medic din perioada ciumei.

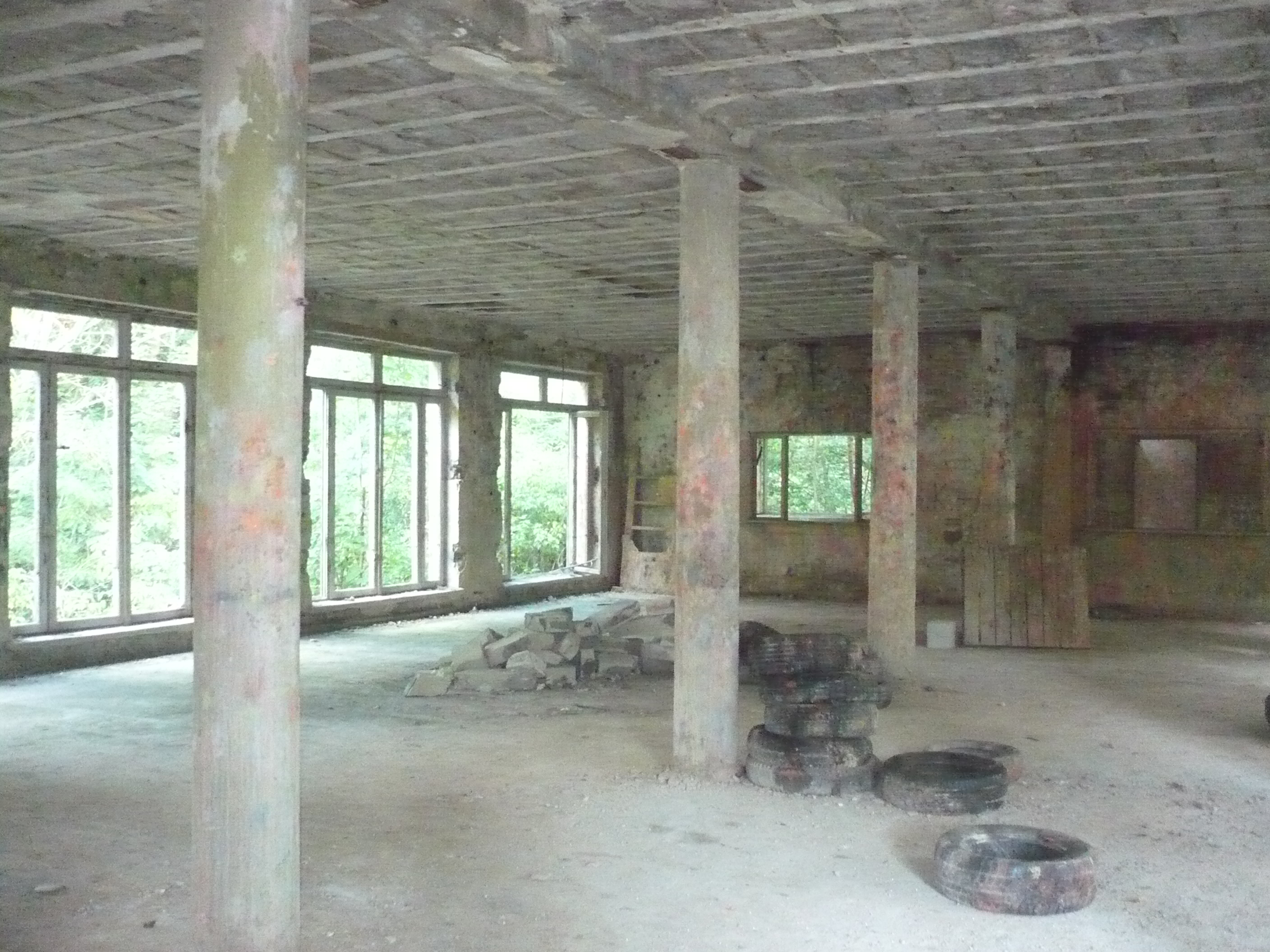
Interiorul Sanatoriului Zofiówka similar cu cel folosit în videoclip, 2010

Utilizatorii de Reddit care au răspuns la postarea lui Krahbichler au găsit alte mesaje codificate ascunse în videoclip. S-a descoperit că o inscripție codificată din meniul discului este „11B-X-1371”, care a fost considerată ca fiind titlul videoclipului.
James Billington de la International Business Times a scris că „unii au raportat [că audio-ul videoclipului] sună ca ceva de genul „mi-ar plăcea să te ucid”, fiind repetat de nenumărate ori”.

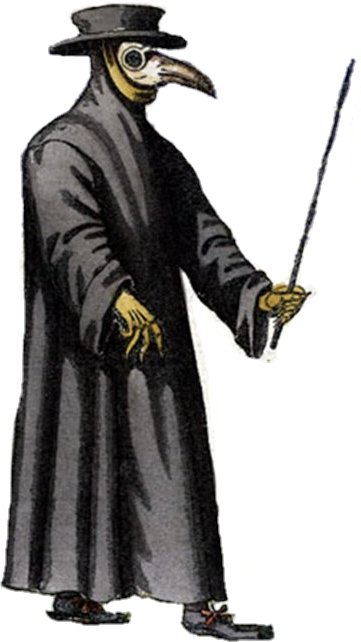
O reprezentare din secolul al XVII-lea a unui medic al ciumei

Un alt utilizator a creat o spectrogramă a sunetului și a găsit atât text, cât și imagini ascunse în interior. Primul avea un text simplu care spunea „Ești deja mort”; restul au fost cifrate. Imaginile înfățișau femei mutilate și torturate; temerile timpurii că autorul videoclipului ar putea fi un criminal în serie au fost înlăturate când cercetările ulterioare au descoperit că una dintre imagini era din filmul de groază The Bunny Game⁠(d), una din filmul german Slasher și alta era o imagine a unei victime a Strangulatorului din Boston⁠(d).
Majoritatea mesajelor aveau un ton în general amenințător. O spectrogramă de sunet a meniului DVD-ului a dat o imagine a unui craniu și mai multe mesaje codificate. Titlul binar al postării AETBX pe YouTube a fost „Muerte”, în spaniolă „moarte”, iar descrierea era în mod similar în spaniolă – „Te queda 1 año menos”, adică „ai cu un an mai puțin”. S-a descoperit că mesajul triunghi și pătrat de la sfârșitul videoclipului spunea „Ad oppugnare homines” în cifrul Pigpen – în latină „a ataca sau ținti oameni”.
Costumul medicului ciumei i-a determinat pe alți cititori să vadă amenințările din videoclip ca fiind legate de bioterorism. Textul simplu al unui mesaj era „Vulturul=infectat își va răspândi boala. Suntem antivirusul care va proteja organismul mondial”; un altul scria „Trageți o săgeată prin inima vulturului”. S-a sugerat, de asemenea, că anul 1371 a fost unul în care Moartea Neagră a devastat Europa.